# Peter Greste
Peter Greste (nacido c. 1965) es un periodista y corresponsal-letón australiano. De 1991 a 1995 residió en Londres, Bosnia y Sudáfrica, donde trabajó para Reuters, CNN, WTN y la BBC.
El 29 de diciembre de 2013, él y otros dos periodistas de Al Jazeera en inglés, Mohamed Fadel Fahmy y Baher Mohammad, fueron detenidos por las autoridades egipcias. El 23 de junio de 2014, Greste fue declarado culpable por el tribunal, y condenado a siete años de cárcel.
El 1 de febrero de 2015, un mes después de que un nuevo juicio de Greste, Fahmy, y Mohammad fue anunciado, Greste fue deportado y trasladado en avión a Chipre. Ninguno de sus colegas ha sido liberado.